# Liste des styles de bière
Le style de bière est un terme utilisé pour différencier et classer les bières en fonction de divers facteurs, notamment l'apparence, la saveur, les ingrédients, la méthode de production, l'histoire ou l'origine.
Le terme « style de bière » et la structuration des bières du monde en catégories définies reposent en grande partie sur le travail effectué par l'écrivain Michael James Jackson dans son livre The World Guide To Beer en 1977. Fred Eckhardt a poursuivi le travail de Jackson en publiant The Essentials of Beer Style en 1989.
Il n'existe pas de liste universellement reconnue des styles de bière, car les critères varient d'un pays à l'autre et d'une organisation à l'autre. Les organisateurs de concours de bière tels que le Campaign for Real Ale (CAMRA) et son prix de Champion Beer of Britain, les concours locaux de brassage maison du Beer Judge Certification Program (BJCP), la World Beer Cup de la Brewers Association et les Brewing Industry International Awards ont établi des catégories dans lesquelles les bières sont jugées.
Les termes ale ou lager couvrent une grande variété de styles de bière, et sont plutôt considérés comme des catégories générales que des styles de bière propres. Un certain nombre de bières dites ethniques, telles que la chhaang et la cauim, ne sont généralement pas incluses dans les groupes de styles de bière.

## Les styles classiques
Le tableau ci-dessous référence les styles de bières classiques selon les classifications de Michael James Jackson, Roger Protz, la Brewers Association, la Campaign for Real Ale (CAMRA) et la Beer Judge Certification Program (BJCP).
| Type                         | Michael Jackson                      | Roger Protz           | Brewers Association | CAMRA          | BJCP |
| ---------------------------- | ------------------------------------ | --------------------- | --- | -------------- | --- |
| Altbier                      | Altbier                              | Altbier               | German-Style Altbier |                | Altbier |
| Amber ale                    | Amber ale                            |                       | American-Style Amber/Red Ale |                | American Amber Ale |
| Barley wine                  | Barley wine                          | Barley wine           | British-Style Barley Wine Ale American-Style Barley Wine Ale | Barley Wine    | English Barleywine American Barleywine                                                                                   |
| Berliner Weisse              | Berliner Weisse                      | Berliner Weisse       | Berliner-Style Weisse |                | Berliner Weisse |
| Bière de Garde               | Bière de Garde                       | Bière de garde        | French-Style Bière de Garde |                | Bière de Garde |
| Bitter                       | Bitter                               | Bitter                | Ordinary Bitter Special or Best Bitter Extra Special Bitter | Bitter         | Ordinary Bitter Best Bitter Strong Bitter                                                                                |
| Blonde Ale                   |                                      |                       | Golden or Blonde Ale Belgian-Style Blonde Ale |                | Blonde Ale |
| Bock                         | Bok, Bock                            | Bock                  | Traditional German-Style Bock |                | Helles Bock/Dunkles Bock                                                                                                 |
| Brown ale                    | Brown Ale                            | Brown ale             | English-Style Brown Ale American-Style Brown Ale |                | British Brown Ale American Brown Ale London Brown Ale (Historical)                                                       |
| California Common/Steam Beer | Steam beer                           | Steam beer            | California Common Beer |                | California Common |
| Cream Ale                    | Cream Ale                            |                       | American-Style Cream Ale |                | Cream Ale |
| Dortmunder Export            | Export                               | Dortmunder Export     | Dortmunder/European-Style Export |                | German Helles Exportbier                                                                                                 |
| Doppelbock                   | Doppelbock / "Double" bock           | Doppelbock            | German-Style Doppelbock |                | Doppelbock |
| Dunkel                       | Dunkel/Dunkles                       | Dunkel                | Münchner Dunkel European-Style Dark Lager |                | Munich Dunkel |
| Dunkelweizen                 | Dunkel Weizen                        |                       | South German-Style Dunkel Weizen |                | Dunkles Weissbier |
| Eisbock                      | Eisbock                              |                       | German-Style Eisbock |                | Eisbock |
| Flanders red ale             | Red beers                            |                       | Belgian-Style Flanders Oud Bruin or Oud Red Ale |                | Flanders Red Ale |
| Golden/Summer ale            |                                      |                       | English-Style Summer Ale Golden or Blonde Ale | Golden Ales    | British Golden Ale |
| Gose                         |                                      |                       | Leipzig-Style Gose Contemporary Gose |                | Gose (Historical) |
| Gueuze                       | Gueuze                               | Gueuze                | Belgian-Style Gueuze Lambic |                | Gueuze |
| Hefeweizen                   |                                      | Hefeweizen            | South German-Style Hefeweizen |                | |
| Helles                       | Hell                                 | Helles                | Münchner (Munich)-Style Helles |                | Munich Helles |
| India pale ale               | India Pale Ale (IPA)                 | India Pale Ales (IPA) | English-Style India Pale Ale American-Style India Pale Ale Session India Pale Ale Imperial or Double India Pale Ale                                                       | India Pale Ale | English IPA American IPA Specialty IPA Double IPA New England IPA Triple IPA                                             |
| Kölsch                       | Kolsch                               | Kölsch                | German-Style Kölsch |                | Kölsch |
| Lambic                       | Lambic                               | Lambic                | Belgian-Style Lambic Belgian-Style Fruit Lambic |                | Lambic Fruit Lambic |
| Light ale                    | Light Ale                            |                       | | Light Bitters  | |
| Maibock/Helles bock          | Maibock                              | Maibock               | German-Style Heller Bock/Maibock |                | Helles Bock |
| Malt liquor                  | Malt Liquor                          |                       | American-Style Malt Liquor |                | |
| Mild                         | Mild                                 | Mild ale              | English-Style Pale Mild Ale English-Style Dark Mild Ale | Mild           | Dark Mild |
| Oktoberfestbier/Märzenbier   | Marzen                               | Oktoberfest beers     | German-Style Maerzen German-Style Oktoberfest/Wiesn |                | Festbier Märzen |
| Old ale                      | Old (Ale)                            | Old ale               | Old Ale | Old Ale        | Old Ale |
| Oud bruin                    | Brown Beers                          | Oud bruin             | Belgian-Style Flanders Oud Bruin or Oud Red Ale |                | Oud Bruin |
| Pale ale                     | Pale Ale                             | Pale ale              | Classic English-Style Pale Ale American-Style Pale Ale American-Style Strong Pale Ale Belgian-Style Pale Ale Australian-Style Pale Ale International-Style Pale Ale       | Pale Ale       | American Pale Ale Belgian Pale Ale                                                                                       |
| Pilsener/Pilsner/Pils        | Pilsener/Pilsner/Pils                | Pilsner               | German-Style Pilsener Bohemian-Style Pilsener American-Style Pilsener International-Style Pilsener                                                                        |                | American Lager International Pale Lager Czech Pale Lager Czech Premium Pale Lager German Pils                            |
| Porter                       | Porter                               | Porter                | Brown Porter Robust Porter American-Style Imperial Porter Smoke Porter Baltic-Style Porter                                                                                | Porter         | Baltic Porter English Porter American Porter Pre-Prohibition Porter (Historical)                                         |
| Red ale                      |                                      |                       | Irish-Style Red Ale American-Style Amber/Red Ale Double Red Ale Imperial Red Ale                                                                                          |                | Irish Red Ale |
| Roggenbier                   |                                      |                       | German-Style Rye Ale |                | Roggenbier (Historical)                                                                                                  |
| Saison                       | Saison                               | Saison                | Classic French & Belgian-Style Saison Specialty Saison |                | Saison |
| Scotch ale                   | Scotch Ale                           | Scotch ale            | Scotch Ale | Scottish Beers | Wee Heavy |
| Stout                        | Sweet Stout Dry Stout Imperial Stout | Stout                 | Sweet Stout or Cream Stout Oatmeal Stout British-Style Imperial Stout Classic Irish-Style Dry Stout Export-Style Stout American-Style Stout American-Style Imperial Stout | Stout          | Irish Stout Irish Extra Stout Sweet Stout Oatmeal Stout Tropical Stout Foreign Extra Stout American Stout Imperial Stout |
| Schwarzbier                  | Schwarzbier                          |                       | German-Style Schwarzbier |                | Schwarzbier |
| Vienna lager                 | Vienna                               |                       | Vienna-Style Lager |                | Vienna Lager |
| Witbier                      | Witbier                              |                       | Belgian-Style Witbier |                | Witbier |
| Weissbier                    | Weisse/Weissbier, Weizenbier         |                       | South German-Style Kristallweizen German-Style Leichtes Weizen South German-Style Bernsteinfarbenes Weizen                                                                |                | Weissbier |
| Weizenbock                   | Weizenbock                           |                       | South German-Style Weizenbock |                | Weizenbock |

### Détails de certains types de bières

#### Annedd'ale québécoise
- Annedd'ale, épicée, d'intensité modérée à moyenne, sensation d'âpreté subtile à modérée; ampleur en bouche moyenne à grande avec un arrière-goût distinctif et agréable à base de sapin baumier. L'annedd'ale est un projet de création d'un style de bière québécoise, réunissant les brasseurs sur une base volontaire, et qui acceptent de participer au développement du cahier des charges. Le style officiel sera annoncé à l'automne 2012. Il n'existait pas de style de bière authentiquement québécoise à ce jour.

#### Ale américaine
- Pale ale américaine (parfois APA pour American Pale Ale), rafraîchissante et houblonnée avec un appui substantiel provenant du malt.
- Ale ambrée américaine, comme la pale ale américaine, mais avec plus de corps, plus de caramel et un équilibre davantage du côté du malt que de celui du houblon.
- Brown ale américaine, Peut être vue comme une interprétation[évasif] plus maltée, plus houblonnée et plus robuste que la brown ale anglaise, ou un porter moins malté et plus houblonné.

#### Ale forte
- Old ale, une ale fortement alcoolisée mais pas aussi riche et houblonnée qu’une barley wine. L’équilibre doit pencher du côté du malt.
- Barley wine britannique, la plus riche et la plus forte des ales britanniques. Le caractère de ces bières varie beaucoup avec le temps. On devrait apprécier autant ces bières jeunes que vieillies.
- Barley wine américain, une interprétation très houblonnée de la plus forte et la plus riche des ales anglaises. La présence du houblon devrait être évidente tout en n’étant pas hors d’équilibre.

#### Belges
- Blanche (witbier), bière élégante, rafraîchissante et goûteuse.
- Pale ale belge, bière fruitée, modérément maltée et épicée. Facile à boire.
- Saison, Une bière moyennement alcoolisée à forte, avec une couleur orange jaune, une forte effervescence. Bien houblonnée, fruitée, avec une finale sèche aigre et rafraîchissante.
- Bière de garde, une bière maltée et relativement alcoolisée.
- Spéciale belge, variable. Cette catégorie est un fourre-tout pour les bières artisanales de Belgique.

#### Belges fortes
- Belge blonde, une bière dorée modérément alcoolisée avec une complexité « à la belge » toute subtile et une finale sèche.
- Dubbel, une bière roux foncé, modérément alcoolisée, maltée et complexe.
- Triple, une bière dorée, complexe, épicée et fortement alcoolisée.
- Belge forte, une bière dorée, complexe, effervescente et alcoolisée.
- Quadruple (ABT), une bière foncée, très riche, complexe et alcoolisée.

#### Bières acidulées
- Berliner Weisse, une bière aigre très pâle et rafraîchissante.
- Rouge de Flandres, une bière aigre et complexe.
- Brune de Flandres, une bière maltée, fruitée et quelque peu aigre.
- Straight Lambic, une bière complexe, acide et pâle, fermentée par une variété de micro-organismes sauvages.
- Gueuze, une bière complexe, acide et pâle, fermentée par une variété de micro-organismes sauvages.
- Fruit Lambic, une bière complexe, fruitée et agréablement acide. Bien équilibrée. Un lambic aux fruits et non juste une bière aux fruits.
- Gose, une bière allemande de fermentation haute, brassée avec une partie d'eau salée et aux notes d'agrumes acides. Légèrement acidulée à la couleur pâle.

#### Bitter et Pale Ale
- Ordinary Bitter, une faible densité, un faible pourcentage d’alcool et une faible effervescence rendent cette bière facile à boire. Certains exemples peuvent jouer davantage dans un créneau malté, mais sans jamais écraser l’amertume. La facilité à boire est une composante essentielle du style; l’emphase demeure du côté du houblon d’amertume, à l’opposé du houblon aromatique des ales américaines.
- Special/Best/Premium Bitter, une bière savoureuse, mais facile à boire. Certains exemples peuvent jouer davantage dans un créneau malté, mais sans jamais écraser l’amertume. La facilité à boire est une composante essentielle du style; l’emphase demeure du côté de l'amertume du houblon, à l’opposé du houblon aromatique des ales américaines.
- Extra Special/Strong Bitter (English Pale Ale), une bière de force moyenne, savoureuse mais facile à boire. L’équilibre peut être égal entre le houblon et le malt avec un faible penchant pour l’amertume. La facilité à boire est une composante essentielle du style; l’emphase demeure du côté du houblon d’amertume, à l’opposé du houblon aromatique des ales américaines. C’est un style très large, offrant beaucoup de latitude au brasseur.

#### Bock
- Maibock/Helles Bock, une lager forte et maltée, relativement pâle. Le houblon doit être plus évident qu’avec les autres bocks.
- Bock, une lager foncée, forte et maltée.
- Doppelbock, une lager très alcoolisée et riche, davantage que la bock ou la helles bock.
- Eisbock, une lager fortement alcoolisée, riche et maltée.

#### Brown Ale
- Mild, une bière au goût léger, dont l’accent porte sur le malt et bien faite pour être bue en grandes quantités. Rafraîchissante mais goûteuse.
- Southern English Brown, une bière suave, avec un fort penchant pour le malt. Des notes de caramel et de fruits lui donnent une complexité agréable.
- Northern English Brown Ale, plus sèche et davantage centrée sur le houblon que les southern English brown ale, avec des notes de noisettes qui remplacent celles de caramel.

#### Hybrides ambrées
- Altbier du nord, une bière très nette et amère, équilibrée par la présence du malt. Souvent plus foncée, plus caramélisée, plus sucrée et moins amère que la Düsseldorf Altbier.
- California Common, une bière légèrement fruitée avec un malté ferme et céréalier. On retrouve des notes de pain grillé et de caramel.
- Düsseldorf Altbier, une bière allemande de fermentation haute, bien équilibrée, amère, maltée, nette, veloutée et bien atténuée.

#### Hybrides blondes
- Cream Ale, une bière américaine d’été nette, bien atténuée et goûteuse.
- Ale Blonde, Bonne bière d’initiation aux bières de dégustation.
- Kölsch, une bière nette et délicate, démontrant un bel équilibre accompagné d’arômes et de saveurs fruités. La discrétion du malt en fait une bière rafraîchissante. Peut être méprise pour une lager blonde ou même une pilsner peu houblonnée.
- Bière américaine de blé ou de seigle, bières de blé ou de seigle rafraîchissantes, présentant de plus fortes notes de houblon avec une signature de levure moins présente que chez les bières de blé allemandes.

#### India Pale Ale (I.P.A)
- IPA britannique, une pale ale modérément alcoolisée et fortement houblonnée, combinant les caractéristiques propres aux malts et aux levures anglaises. Plus maltée et moins houblonnée que les interprétations américaines.
- IPA américaine, une pale ale américaine très houblonnée et amère.
- Imperial IPA (I2PA), une pale ale fortement alcoolisée et intensément houblonnée, sans les notes maltées retrouvées dans les barley wines.

#### Lager ambrée
- Viennoise, se caractérise par un malté suave et velouté qui se termine par une finale sèche, empêchant que la dominante soit sucrée.
- Oktoberfest/Märzen, douce, nette et riche, avec une profondeur maltée. Il s’agit d’un style très typiquement malté, avec des caractéristiques de malt qui sont souvent décrites comme étant douces, complexes et élégantes, sans jamais être « collantes ».

#### Lager Blonde
- American Light Lager, une bière très rafraîchissante et désaltérante.
- Standard Américaine, une bière très rafraîchissante et désaltérante.
- Premium Américaine, une bière très rafraîchissante et désaltérante, plus bourrative que les versions plus légères.
- Munich Helles, maltée mais complètement atténuée.
- Dortmunder Export, l’équilibre est essentiel pour ce style. On y retrouve le côté malté de la helles ainsi que le houblon de la pils, tout en présentant des flaveurs plus prononcées que les deux.

#### Lager foncée
- Lager foncée Américaine, une version plus sucrée de la Standard Américaine ou de la Premium Américaine, avec un peu plus de rondeur et de saveurs.
- Munich Dunkel, typiquement profonde et complexe avec des notes de malt Munich et les mélanoïdines qui s’y associent. Flaveurs riches de Munich, mais pas aussi intenses qu’avec la Bock ni aussi torréfiée que la Schwarzbier.
- Schwarzbier (bière noire), une lager allemande noire équilibrée.

#### Pilsner
- Pilsner allemande (Pils), une bière nette et rafraîchissante, qui présente principalement une amertume et des saveurs de houblons nobles allemands.
  - Premium Pilsner ou Premium Pils, dénomination commerciale sans signification, il ne s'agit pas du segment premium. À défaut d'indication on peut supposer qu'il s'agit de Pilsner Allemande.
- Pilsner Bohémienne, nette, complexe, bien équilibrée et rafraichissante.
- Pilsner Américaine Classique, une Pilsner qui peut facilement se comparer aux Pilsner européennes, mais démontrant des caractéristiques propres à l’utilisation des céréales et des houblons à la disposition des brasseurs allemands ayant brassés ces bières pour la première fois aux États-Unis. Rafraichissante, mais avec le fond malté et houblonné qui font qu’elle se démarque des autres lagers nord américaines.

#### Porter
- Brown Porter, une ale anglaise foncée avec des caractéristiques restreintes de torréfaction.
- Robust Porter, une ale foncée, maltée et complexe, avec des notes de torréfaction.
- Porter Baltique, les flaveurs maltées du porter baltique peuvent ressembler à celles de l’english brown porter, mais avec une densité initiale plus forte et un taux d’alcool plus élevé. Très complexe.

#### Rauchbier
- Rauchbier, une Märzen avec des arômes et flaveurs de fumée. Un peu plus foncée qu’une Märzen.

#### Scottish Ale et Irish Ale
- Scottish Light 60/-
- Scottish Heavy 70/-
- Scottish Export 80/-

Les trois sous-catégories précédentes partagent toutes la même description, la différence étant au niveau du pourcentage d’alcool et de la densité initiale. Nettement maltée avec une finale sèche, quelques esters et des notes terreuses ou fumées. La finale est souvent sèche bien qu’elles soient sucrées, les démarquant ainsi des Scotch Ales.
- Irish Red Ale, une bière maltée avec des notes sucrées et une finale sèche. Se boit bien
- Scotch Ale, riche, maltée et souvent sucrée, une bonne bière à servir au dessert. Des flaveurs secondaires de malt ajoutent une complexité à la bière. L’alcool et le malté varient d’une interprétation à l’autre.

#### Stout
- Dry Stout, une bière très foncée, crémeuse et amère, avec des notes de torréfaction.
- Sweet Stout, une bière très foncée, sucrée, ronde et légèrement torréfiée. Fais penser à un expresso édulcoré.
- Oatmeal stout, une bière très foncée, ronde, torréfiée, maltée avec un complément de saveurs d’avoine.
- Foreign Extra Stout, une bière très foncée, modérément alcoolisée et torréfiée. Les interprétations tropicales peuvent être plus sucrées.
- Stout Américaine, une bière houblonnée, amère et très torréfiée.
- Imperial Stout, une bière noire intensément goûteuse. Torréfiée, fruitée, douce amère avec des notes d’alcool bien évidentes. Les flaveurs de petits fruits se mêlent aux notes de torréfaction et de brûlé. Peut être vue comme un barley wine noir.

#### Weizen
- Weizen/Weissbier, une bière pâle, épicée, fruitée et rafraîchissante.
- Dunkelweizen, une bière modérément foncée, épicée, fruitée et rafraîchissante.
- Weizenbock, une bière forte, maltée, fruitée, combinant les meilleures caractéristiques d’une weizen à celles d’une bock.
- Roggenbier (bière de seigle allemande), une dunkelweizen produite avec du seigle au lieu du blé, présentant plus de rondeur et de houblon.

## Hybrides et bières spéciales
| Type                 | Brewers Association | BJCP                                                                     |
| -------------------- | --- | ------------------------------------------------------------------------ |
| Fruit beer           | American-Style Fruit Beer Fruit Wheat Beer Belgian-Style Fruit Beer                                                                                                   | Fruit Beer Fruit and Spice Beer Specialty Fruit Beer                     |
| Herb and spiced beer | Chili Pepper Beer Chocolate or Cocoa Beer Coffee Beer Herb and Spice Beer                                                                                             | Spice, Herb, or Vegetable Beer Autumn Seasonal Beer Winter Seasonal Beer |
| Honey beer           | Specialty Honey Beer | Alternative sugar beer                                                   |
| Rye Beer             | Rye Beer | Alternative grain beer                                                   |
| Smoked beer          | Smoke Beer | Classic Style Smoked Beer Specialty Smoked Beer                          |
| Vegetable beer       | Field Beer Pumpkin Spice Beer Pumpkin/Squash Beer | Spice, Herb, or Vegetable Beer                                           |
| Wild beer            | Brett Beer Mixed-Culture Brett Beer Wild Beer | Brett Beer Mixed-Fermentation Sour Beer Wild Specialty Beer              |
| Wood-aged beer       | Wood- and Barrel-Aged Beer Wood- and Barrel-Aged Pale to Amber Beer Wood- and Barrel-Aged Dark Beer Wood- and Barrel-Aged Strong Beer Wood- and Barrel-Aged Sour Beer | Wood-Aged Beer Specialty Wood-Aged Beer                                  |

## Par origine
Une autre approche consiste à classer les bières en fonction du pays ou de la région dont elles sont originaires. La Brewers Association et la Beer Judge Certification Program (BJCP) regroupent aussi leurs styles de bière de cette manière. Les bières originaires d'un pays ou d'une région peuvent être produites par la suite dans d'autres pays, par exemple les ales de style britannique peuvent être brassées en Amérique du Nord.
| Pays ou région | Brewers Association                                                 | BJCP |
| -------------- | ------------------------------------------------------------------- | --- |
| Great Britain  | British Origin Ale Styles                                           | British Bitter Brown British Beer Scottish Ale Dark British Beer Strong British Ale                                                                                    |
| Ireland        | Irish Origin Ale Styles                                             | Irish Beer |
| North America  | North American Origin Ale Styles North American Origin Lager Styles | Standard American Beer Pale American Ale Amber and Brown American Ale American Porter and Stout Strong American Ale American Wild Ale                                  |
| Belgium        | Belgian and French Origin Ale Styles                                | Belgian Ale Strong Belgian Ale |
| Czech Republic |                                                                     | Czech Lager |
| France         | Belgian and French Origin Ale Styles                                | |
| Germany        | German Origin Ale Styles European-Germanic Origin Lager Styles      | German Wheat Beer |
| Europe         |                                                                     | Pale Malty European Lager Pale Bitter European Lager Amber Malty European Lager Amber Bitter European Lager Dark European Lager Strong European Beer European Sour Ale |
| Other          | Other Origin Ale Styles Other Origin Lager Styles                   | International Lager Pale Commonwealth Beer |

## Autres boissons fermentées à base de céréales
Un certain nombre de bières dites ethniques ou d'autres boissons fermentées à base de céréales ne sont généralement pas incluses dans les groupes de styles de bière. Certaines sont mentionnées ici.
- Bouza
- Boza
- Bozo
- Braggot
- Cauim
- Chhaang
- Chicha
- Gotlandsdricka
- Gruit
- Hydromel
- Kvass
- Oshikundu
- Podpiwek
- Purl
- Sahti
- Sato
- Sulima, fabriqué par le peuple Moso dans la région de Lijiang au Yunnan, en Chine